# Autoreview
Autoreview é uma revista de automobilismo russa fundada em 1991 e originada como "Autoreview Newspaper". É publicada mensalmente com cada edição contendo entre 80 e 160 páginas. A revista é conhecida por sua classificação de segurança ARCAP de carros vendidos na Rússia.

## História
A revista foi criada em 1991. O fundador, proprietário e editor da Autoreview é Mikhail Podorozhansky. A revista foi originalmente publicada pelo Comitê Regional de Lipetsk do Partido Comunista, mas o Pravda a imprimiu por muitos anos.
A publicação é atualmente impressa pela Helprint Oy na Finlândia.
A Autoreview é considerada uma das principais publicações automotivas russas, de acordo com a Media of Russia. Jornalistas da Autoreview Russia participaram dos seguintes principais concursos internacionais de automobilismo:
- Carro Europeu do Ano (Michael Podorozhansky)
- Carro Mundial do Ano (Leonid Golovanov)
- Motor do Ano (Leonid Golovanov, Mikhail Podorozhansky)
- Melhor Auto (Maxim Kadakov)
- Caminhão do Ano (Fedor Lapshin)
- Van do ano (Fedor Lapshin)

Os jornalistas da Autoreview foram premiados com prêmios russos e internacionais por sua contribuição ao jornalismo automotivo e com a edição de 2008 e 2011, líder de mercado reconhecido na categoria "Car Edition" versão ARPP — Association of Periodical Press.